# Министарство рата Сједињених Америчких Држава
Министарство рата Сједињених Америчких Држава, познато и као Ратно министарство (повремено звано и Ратна канцеларија у првим годинама постојања) је било прво министарство Кабинета САД одговорно за рад и издржавање Копнених снага САД. Министарсво је такође било одговорно за рад морнарице до оснивања Министарства морнарице 1798. године и ратног ваздухопловства све до оснивања Министарства ратног ваздухопловства 1947. године. Секретаријат рата је управљао овим министарством за време његовог постојања.
Министарсво рата је постојало од 1789. године до 18. септембра 1947. када је подељено на министарства копнених снага и ратног ваздухопловства која су се придружила Министарству морнарице у оквиру заједничке Националне војне установе, која је 1949. године преименована у Министарство одбране Сједињених Америчких Држава.